# Homologie de Floer
Pour les articles homonymes, voir Homologie.
 (novembre 2016).
Si vous disposez d'ouvrages ou d'articles de référence ou si vous connaissez des sites web de qualité traitant du thème abordé ici, merci de compléter l'article en donnant les références utiles à sa vérifiabilité et en les liant à la section « Notes et références ».
L'homologie de Floer est une adaptation de l'homologie de Morse en dimension infinie.

## Homologie de Floer symplectique
L'homologie de Floer symplectique (HFS) est une théorie homologique pour une variété symplectique munie d'un symplectomorphisme non-dégénéré. Si le symplectomorphisme est hamiltonien, l'homologie provient de l'étude de la fonctionnelle d'action symplectique sur le revêtement universel de l'espace des lacets de la variété symplectique. L'homologie de Floer symplectique est invariante par isotopie hamiltonienne du symplectomorphisme.
Le symplectomorphisme est dit non-dégénéré si 1 n'est pas une valeur propre de la dérivée du symplectomorphisme en un de ses points fixes. Cette condition entraîne que les points fixes sont isolés. L'homologie de Floer symplectique est l'homologie du complexe engendré par les points fixes du symplectomorphisme, muni d'une différentielle qui compte certaines courbes pseudo-holomorphes dans le produit de la droite réelle par le mapping torus du symplectomorphisme. Cet espace est lui-même une variété symplectique de dimension égale à celle de la variété symplectique de départ augmentée de 2. Pour un choix convenable de structure presque-complexe, les courbes holomorphes pointées dans cet espace ont deux extrémités cylindriques asymptotique aux boucles dans le mapping torus correspondant aux points fixes du symplectomorphisme.
L'homologie de Floer symplectique d'un symplectomorphisme hamiltonien est isomorphe à l'homologie singulière de la variété sous-jacente.